# 霍爾登冰原島峰
72°51′S 65°0′W / 72.850°S 65.000°W
霍爾登冰原島峰（英語：Holden Nunataks），是南極洲的冰原島峰，位於帕爾默地，處於莫斯比冰川源頭附近，海拔高度1,500米，美國地質調查局根據該國海軍的空中照片繪入地圖，現時由南極條約體系管理。